# Бродер, Хенрик

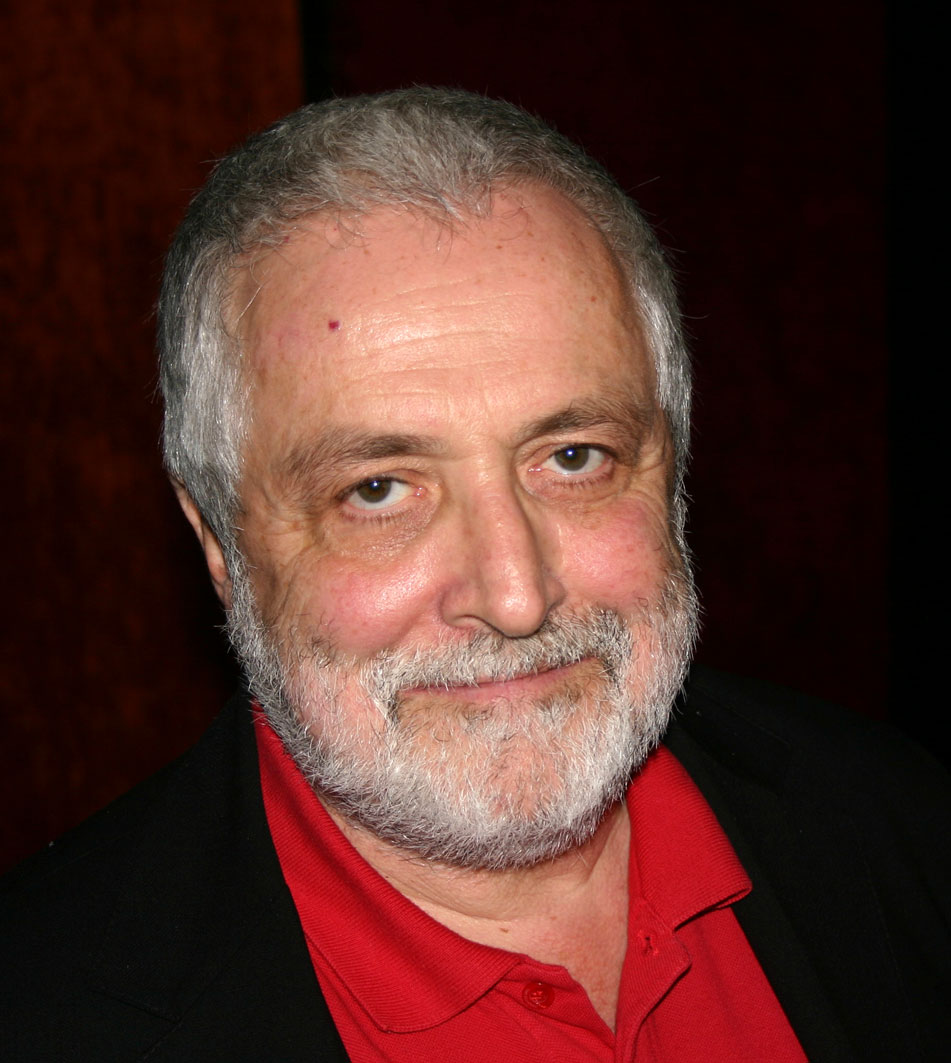
Хенрик М. Бродер

Хенрик Бродер (нем. Henryk Marcin Broder; 20 августа 1946, Катовице) — немецкий публицист, автор книг, сатирик.
Бродер переехал в Кёльн со своей польско-еврейской семьей в 1958 году. В Кёльне, он изучал экономику и право. В 1970-х годов он писал для сатирического журнала и ряда газет. В 1981 году он уехал из Германии для работы в Израиле в течение короткого промежутка времени, но продолжал писать для периодических изданий, таких как Die Zeit, Profil , Die Weltwoche и Süddeutsche Zeitung. Он написал ряд книг о еврейской культуре, немецко-еврейских отношениях и антисемитизме и антиамериканизме.
Бродер был награждён в 1986 году призом на пятой Международном конкурсе журналистики в Клагенфурте политической сатиры.
Бродер — один из известных защитников демократии и правого государства в Германии. Активно и часто в сатирической форме обращает внимание общества на проблемы радикального ислама и неонацизма, критикует политику правительств ЕС и Германии за их недостаточную защиту принципов гражданского общества.
В 1500-страничном манифесте Андерса Брейвика, организатора и исполнителя терактов в Норвегии в июле 2011 года, Бродер не раз цитировался.